# Studená Voda (Zaječice)
Studená Voda je malá vesnice, část obce Zaječice v okrese Chrudim. Nachází se asi 2,5 km na jih od Zaječic. V roce 2009 zde bylo evidováno 23 adres. V roce 2001 zde trvale žilo 11 obyvatel.
Studená Voda leží v katastrálním území Zaječice u Chrudimi o výměře 12,34 km2.